# 齋藤希史
齋藤 希史（さいとう まれし、1963年3月18日 - ）は、日本の漢文学者、東京大学教授。専門は中国古典文学、清末-明治期の言語・文学・出版。

## 経歴
千葉県生まれ。開成中学校・高等学校、京都大学文学部中国文学科卒、同大学院文学研究科博士課程（中国語学中国文学）中退。京都大学人文科学研究所、奈良女子大学助教授、国文学研究資料館助教授、2005年東大総合文化研究科助教授、2007年准教授。2012年教授。2015年東大人文社会系研究科・文学部教授（中国文学）。
2005年『漢文脈の近代』でサントリー学芸賞受賞。2011年『漢文スタイル』でやまなし文学賞受賞。

## 著書
- 『漢文脈の近代 清末=明治の文学圏』 名古屋大学出版会、2005
- 『漢文脈と近代日本』 日本放送出版協会〈NHKブックス〉、2007／角川ソフィア文庫、2014
- 『漢文スタイル』 羽鳥書店、2010
- 『漢詩の扉』 角川選書、2013
- 『漢字世界の地平　私たちにとって文字とは何か』 新潮選書、2014
- 『詩のトポス　人と場所をむすぶ漢詩の力』 平凡社、2016
- 『漢文ノート　文学のありかを探る』 東京大学出版会、2021

共著ほか
- 編『日本を意識する　東大駒場連続講義』講談社選書メチエ、2005
- 品田悦一『「国書」の起源　近代日本の古典編成』新曜社、2019
- 田口一郎『漢文の読法　史記 游侠列伝』角川書店、2024

## 校訂
- 『新日本古典文学大系 明治編5 海外見聞集』岩波書店、2009

松田清・ロバート・キャンベル・杉下元明・鈴木健一・日原傳・堀口育男・堀川貴司・山崎一穎らと共編校注
- 『新日本古典文学大系 明治編14 翻訳小説集1』岩波書店、2013

中川久定・峯村至津子・秋山伸子・渡辺喜之と共編校注
- 西田太一郎『漢文の語法』角川ソフィア文庫、2023。田口一郎と共校訂

## 論文
- Cinii

## 参考
- 『漢文スタイル』著者紹介